# Corrado Tamburino Merlini
Corrado Tamburino Merlini (Mineo, 1781 – Mineo, 1850) è stato un presbitero, storico e archeologo italiano.

## Biografia
Figlio di Pietro (utroque jure doctor) e di Raffaella Merlini, compì gli studi classici nel Real Collegio Borbonico di Bronte e quelli teologici nel seminario diocesano di Siracusa, dove fu ordinato sacerdote. Svolse l'attività pastorale a Mineo, sua città natale dove risiedeva nel settecentesco palazzo di famiglia, prima quale rettore della chiesa del Collegio e successivamente quale parroco e "canonico con cura maggiore dignità principale" della chiesa collegiata di Sant'Agrippina.
Archeologo competente, apprezzato da un esperto del settore come Saverio Landolina Nava che nel 1803 lo nominò "antiquario cancelliere" del Museo del Seminario di Siracusa (oggi Museo archeologico regionale Paolo Orsi), fu cultore di storia dei siculi e del loro condottiero Ducezio, di cui rivendicò a Mineo la gloria di avergli dato i natali. Si occupò della teogonia sicula, di Trinacria capitale dei siculi, del tempio dei Palici in cui vigeva il diritto all'inviolabilità di quanti, schiavi e oppressi, in esso si rifugiavano, delle grotte di Dragone sotto Mineo, scelte da Salvino nel 103 a.C. come luogo di raccolta degli schiavi in rivolta contro i romani. Membro di varie accademie, altri suoi contributi riguardano l'idrografia, l'agricoltura, la teologia e, in questo specifico campo, scrisse sulla Trinità e sull'indissolubilità del matrimonio.
A lui sono intitolati una strada e il Museo civico di Mineo, al piano terra (magazzini) del secentesco ex Collegio dei Gesuiti, oggi palazzo comunale.

## Pubblicazioni
- Omelia per la notte del s. Natale, Catania, 1839.
- Omelia sulla nascita del divin bambino, Catania, Pastore, 1840.
- "Memorie sopra Ducezio Capo delle Città Sicule", in Giornale di scienze lettere e arti per la Sicilia, vol. 72, n. 214, ottobre 1840, pp. 64–90 (il testo è consultabile anche su Google Libri).
- Discorso in difesa di Ducezio ultimo re de sicoli, con un saggio sopra la comparsa di quest'inclito principe detto l'eroe siculo come quel che va a compensare il notabile silenzio nella storia antica di Sicilia, Palermo, Lao, 1840.
- "Le Antiche Mene a lungo governate da Ducezio Imperatore della nazione dei Sicoli in Sicilia",  in Giornale di scienze lettere e arti per la Sicilia, vol. 74, n. 221, maggio 1841, pp. 170–211; n. 222, giugno 1841, pp. 258–284; vol. 75, n. 223, luglio 1841, pp. 67 e segg. (i primi due testi sono consultabili anche su Google Libri).
- Elogio funebre per la morte del R. C. tes. cur. D. Rosario Ballaro-Muzzone e Ingo Naselli di Mineo recitato nella ven. parrocchiale collegiata insigne di S. Pietro principe degli Apostoli, presente il cadavere, dal c. mag. cur. Corrado Tamburino-Merlini il 1º dicembre 1841, Palermo, Oretea, 1842.
- Risposta per le stampe ad un libriccino che ha per titolo "Ducezio difeso contro le asserzioni del curato e maggiore D. Corrado Tamburino Merlini di Mineo da Emmanuele Sinatra", Palermo, Oretea, 1843.
- Discorso dogmatico-morale sopra la ss. Trinità, Catania, Comparozzi, 1843.
- Ragionamento informativo sulla dignità ed estimabilità dell'agricola e dell'agricoltura, Catania, Sciuto, 1845.
- Orazione sacra per impetrare, mercè il patrocinio della patrona santa Agrippina, la liberazione del morbo epidemico degli animali bovini, Catania, Sciuto, 1845.
- Prolusione sulla civil cristiana conversazione, Messina, Arcuri, 1845.
- Cenni storico-critici delle antiche famiglie, degli uomini illustri e de' più rinomati scrittori di Mineo (noto anche con il titolo Imparzial tessuto storico-critico delle antiche famiglie di famosità, degli uomini illustri, dei più rinomati scrittori distinti in Mineo), Catania, Musumeci-Papale, 1846.
- Pensiero costumato, detto pel parrocal collegio di s. Agrippina, patrona di Mineo, Caltagirone, 1849.[3]